# Джентльмен грабитель
«Джентльмен грабитель» (англ. Electric Slide) — дебютный криминальный кинофильм 2014 года режиссёра-документалиста Тристана Паттерсона о временах битников 1980-х годов. В основу сценария положены биографические сведения из жизни Эдди Додсона, прозванного в США «джентльменом грабителем», который ограбил 64 банка с июля 1983 года по февраль 1984 года — в том числе шесть банков за один день.
Фильм — участник конкурсной программы МКФ «Tribeca» 2014 года.

## Сюжет
Эдди Додсон (Джим Стерджесс) является владельцем мебельного антикварного магазина в Лос-Анджелесе, популярного даже у местных знаменитостей, и неисправимым плейбоем. Он спит со скучающими и богатыми «светскими львицами», вроде Тины (Патриция Аркетт), шикарно одевается и не собирается платить по счетам. Его наркомания кажется управляемой, но неуправляемая одержимость — жить не по средствам. Додсон должен немалые суммы безжалостным местным «акулам займа», чье терпение постепенно иссякает. И в первую очередь — жестокому французскому гангстеру Рою Фортуне (Кристофер Ламберт).
Эдди, без тени смущения, обкрадывает своих любовниц: Шарлотту (Хлоя Севиньи) и Тину. Но долг растет и после «самого последнего предупреждения» бандитов — очаровательный мошенник решает ограбить банк. Харизматичный и вежливый, с бутоном гвоздики в петлице дорогого пиджака, в ковбойской шляпе и с незаряженным пистолетом, он просто очаровывает молодых, привлекательных банковских кассирш — и вуаля: несколько тысяч в кармане. Влюбившись в шикарную красавицу Полин (Изабель Лукас), Додсон будет грабить ещё и ещё. Но вместо того, чтобы погасить свои долги награбленным, Эдди и Полин продолжают тратить деньги. Теперь влюбленные не только в бегах от ростовщиков, но и от полиции. Обреченные любовники-грабители банков, которым нечего терять…

## В ролях
- Джим Стёрджесс — Эдди Додсон
- Изабель Лукас — Полин
- Кристофер Ламберт — Рой Фортуне
- Патриция Аркетт — Тина
- Хлоя Севиньи — Шарлотта
- Винесса Шоу — Мими

## Даты премьер
- Таиланд — 20 ноября 2014
- Россия — 7 мая 2015